# زبان پریا
زبان پریا (هندی: पर्या भाषा، تاجیکی: Забони Парйа، روسی: Парья Язык) یک زبان هندوآریایی مرکزی است که در بخش‌هایی از افغانستان، ازبکستان و تاجیکستان و به ویژه در شهر دوشنبه گفتگو می‌شود. تاجزبکی نام دیگر آن است. بیشتر پژوهش‌ها و مستندسازی‌های این زبان منزوی هندوآریایی توسط یوسف میخائیلوویچ ارانسکی، زبان‌شناس اهل شوروی، انجام گرفته‌است.

## اعداد
اعداد پریا به شرح زیرند.
| فارسی | پریا     | هندی |
| ----- | -------- | ---- |
| یک    | येक       | एक   |
| دو    | दू        | दो    |
| سه    | तिन       | तीन   |
| چهار  | चार       | चार   |
| پنج   | पञ्ज      | पाँच   |
| ده    | दुस       | दस   |
| بیست  | बिस       | बीस   |
| هفتاد | सारे तिन बिसी | सत्तर |
| نود   | सारे चार बिसी | नब्बे  |